# Резолюция 132 на Съвета за сигурност на ООН
Резолюция 132 на Съвета за сигурност на ООН е приета на 7 септември 1959 г. по повод жалбата на Лаос срещу въоръжени нападения от страна на Северен Виетнам.
С Резолюция 132 Съветът за сигурност създава подкомитет в състав Аржентина, Италия, Тунис и Япония, който да разгледа заявленията, направени пред Съвета относно Лаос, да обсъди други заявления и документи, да проведе такива разследвания, каквито намери за добре, и да представи доклад пред Съвета за сигурност, съдържащ резултатите от проведеното разследване.
Резолюцията е приета на извънредна сесия на Съвета за сигурност, свикана от неговия председател по повод жалбата на Лаос, че въоръжени части от Северен Виетнам пресичат общата граница между двете страни и извършват въоръжени нападения на територията на Лаос.
Резолюцията е приета с мнозинство от 10 гласа „за“ срещу 1 „против“ от страна на Съветския съюз. Преди да гласува проекта на резолюцията, Съветът за сигурност взима решение, че предстоящото гласуване е всъщност гласуване по процедурен въпрос.
След проведеното разследване подкомитетът прави заключението, че нарушенията на границата между Лаос и Северен Виетнам имат партизански характер, поради което не може ясно да се установи, че вина за това имат въоръжените сили на Северен Виетнам.
Резолюция 132 е единствената резолюция, приета от Съвета за сигурност през 1959 г.